# Skaltjärnen (Gideå socken, Ångermanland)
Skaltjärnen är en sjö i Örnsköldsviks kommun i Ångermanland och ingår i Gideälvens huvudavrinningsområde. Sjön har en area på 0,0626 kvadratkilometer och ligger 183,1 meter över havet.

## Delavrinningsområde
Skaltjärnen ingår i det delavrinningsområde (705104-164667) som SMHI kallar för Utloppet av Bulttjärnen. Medelhöjden är 234 meter över havet och ytan är 9,81 kvadratkilometer. Det finns inga avrinningsområden uppströms utan avrinningsområdet är högsta punkten. Vattendraget som avvattnar avrinningsområdet har biflödesordning 3, vilket innebär att vattnet flödar genom totalt 3 vattendrag innan det når havet efter 41 kilometer. Avrinningsområdet består mestadels av skog (86 procent). Avrinningsområdet har 0,52 kvadratkilometer vattenytor vilket ger det en sjöprocent på 5,3 procent.